# Cessna

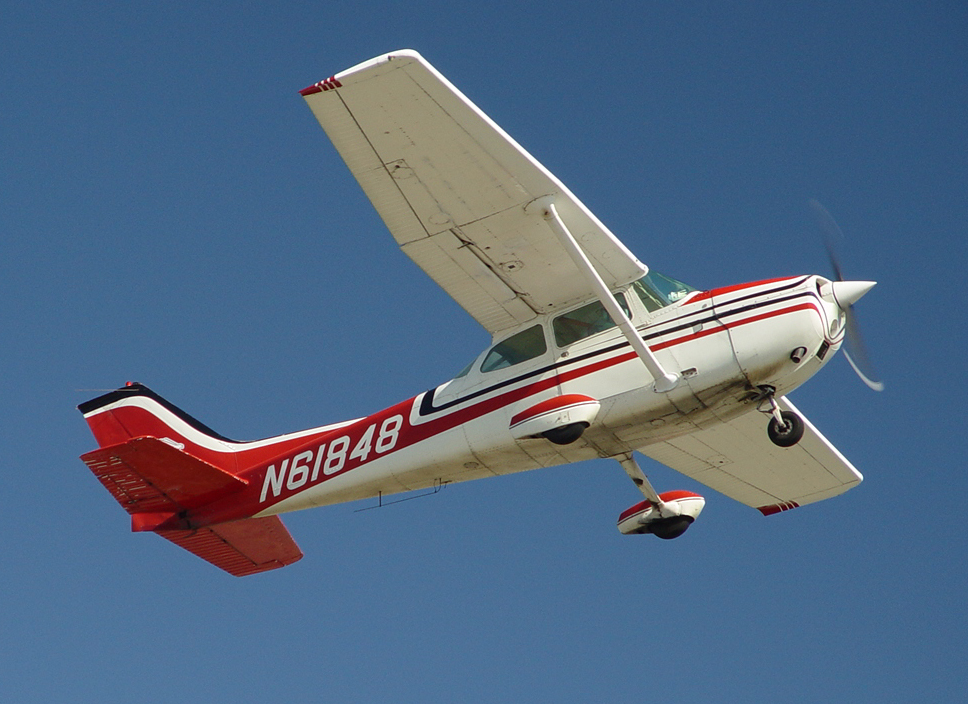
Cessna 172

Cessna je americký letecký výrobce, který je v oboru letectví známou značkou zejména v oblasti lehkých vrtulových letounů. Tak jako i jiné typy letadel se jmenují po svých zakladatelích, nebo konstruktérech, letouny Cessna jsou pojmenovány podle zakladatele firmy, C. V. Cessny. Cessna je vedle Beechcraftu a Bell Helicopter jednou z leteckých divizí společnosti Textron.
Nejrozšířenějším typem ve výrobě jsou malé, lehké hornoplošníky, ve své kategorii rozšířené v aeroklubech a pro obchodní účely po celém světě, s pevnými podvozky, příďovým kolem a vzpěrami pod křídly. Obchodní úspěch letounů typu Cessna po 2. světové válce tkví především v hospodárnosti provozu, nízkou poruchovostí a v úspěšném marketingu. Společnost má v nabídce i jiné typy, např. dvoumotorové vrtulové lehké dopravní letouny a business jety.

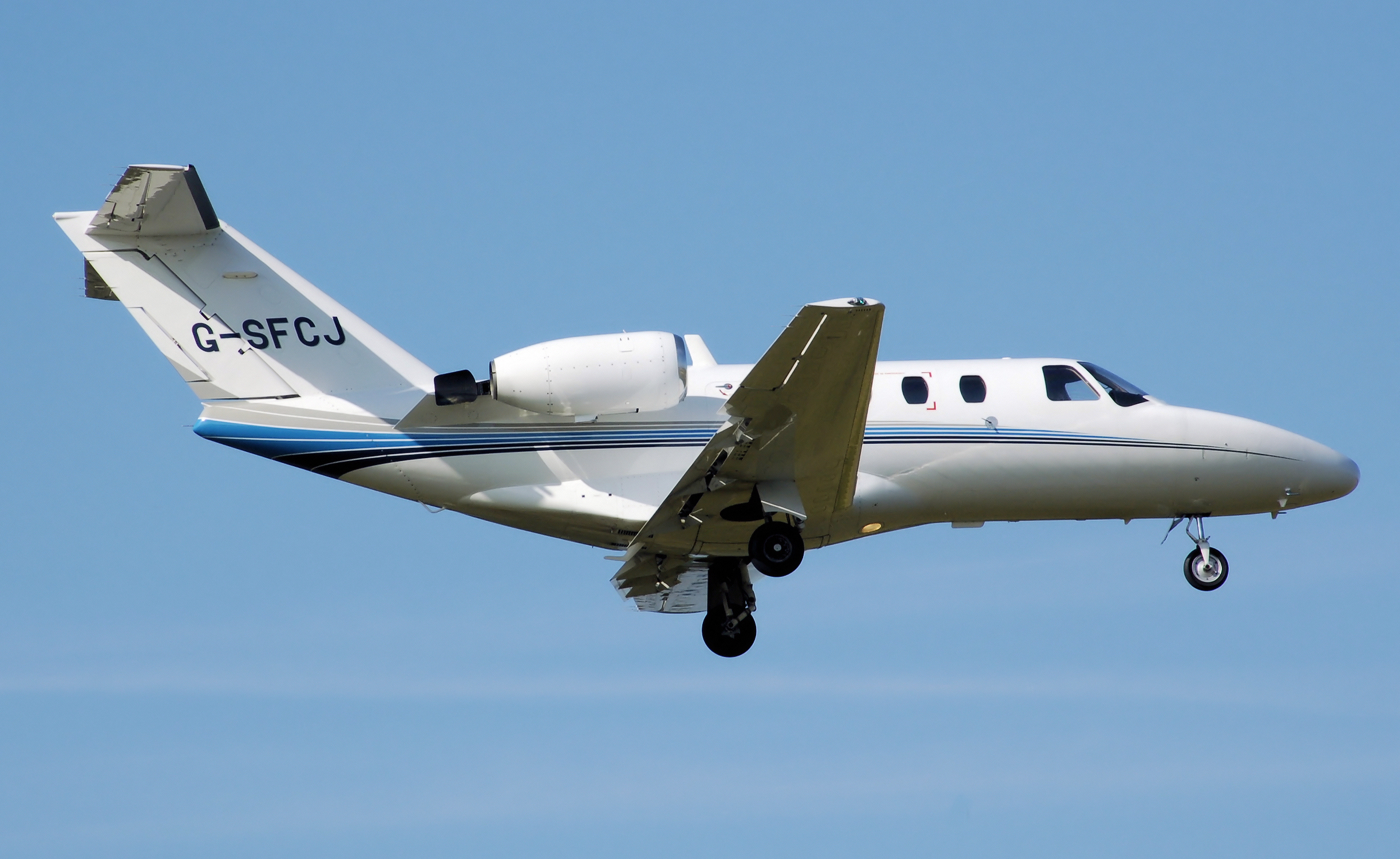
Cessna CitationJet

Zakladatel firmy Clyde V. Cessna postavil svůj první letoun již v roce 1911 – velice se podobal stroji Louise Blériota. Do roku 1925 navrhl ještě několik strojů.
C. V. Cessna založil 1925 firmu Travel Air Manufacturing Company (společníci: Walter Herschel Beech a L. Stearman). Později z firmy odešel a založil roku 1927 firmu Cessna-Ross Aircraft Company (společník: V. Ross). Po odchodu společníka se firma jmenuje Cessna Aircraft Company Inc.
Roku 1985 firmu koupila společnost General Dynamics Corporation, která ukončila výrobu vrtulových letadel. V roce 1992 koupila firmu Cessna společnost Textron Inc. a následujícího roku obnovila výrobu lehkých letounů.

## Rekordní počty vyrobených strojů
Úspěch každého letadla v dějinách letectví se měří jednak počtem vyrobených a prodaných kusů a jednak počtem let, po které letadlo létá. Počty prodaných a létajících kusů od několika stovek výše se už považuje za úspěch světového formátu.
V roce 1955 vzlétla první C-172 a už v prvním roce se prodalo 1170 kusů. V období 1968 až 1985 se prodalo rekordních 42 500 kusů.
C-177 Cardinal (od roku 1967) byla vyrobena ve 4240 kusech.

## Typická konfigurace vrtulového letounu typu Cessna
Typickým znakem vrtulové Cessny všech dob je, že je konstruována jako hornoplošník, který má oproti dolnoplošníku vyšší míru aerodynamické stability. Výjimkou byl letoun Cessna T-50 Bobcat, dvoumotorový dolnoplošník, který sloužil v americké armádě (USAAF) jako lehký dopravní letoun. Další výjimkou byl model C-188 určený k zemědělskému použití.
Obchodní letouny Cessna dnešních dnů jsou zásadně turbovrtulové nebo proudové letouny, konstruované jako dvoumotorové dolnoplošníky.

## Nejznámější vyráběné typy

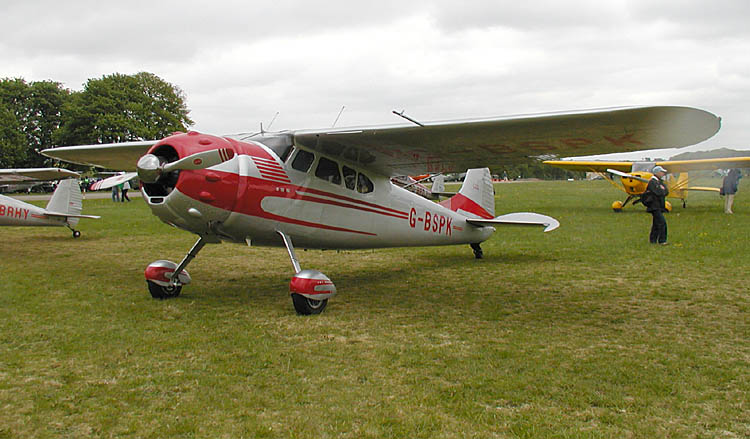
Cessna 195

### Vrtulové

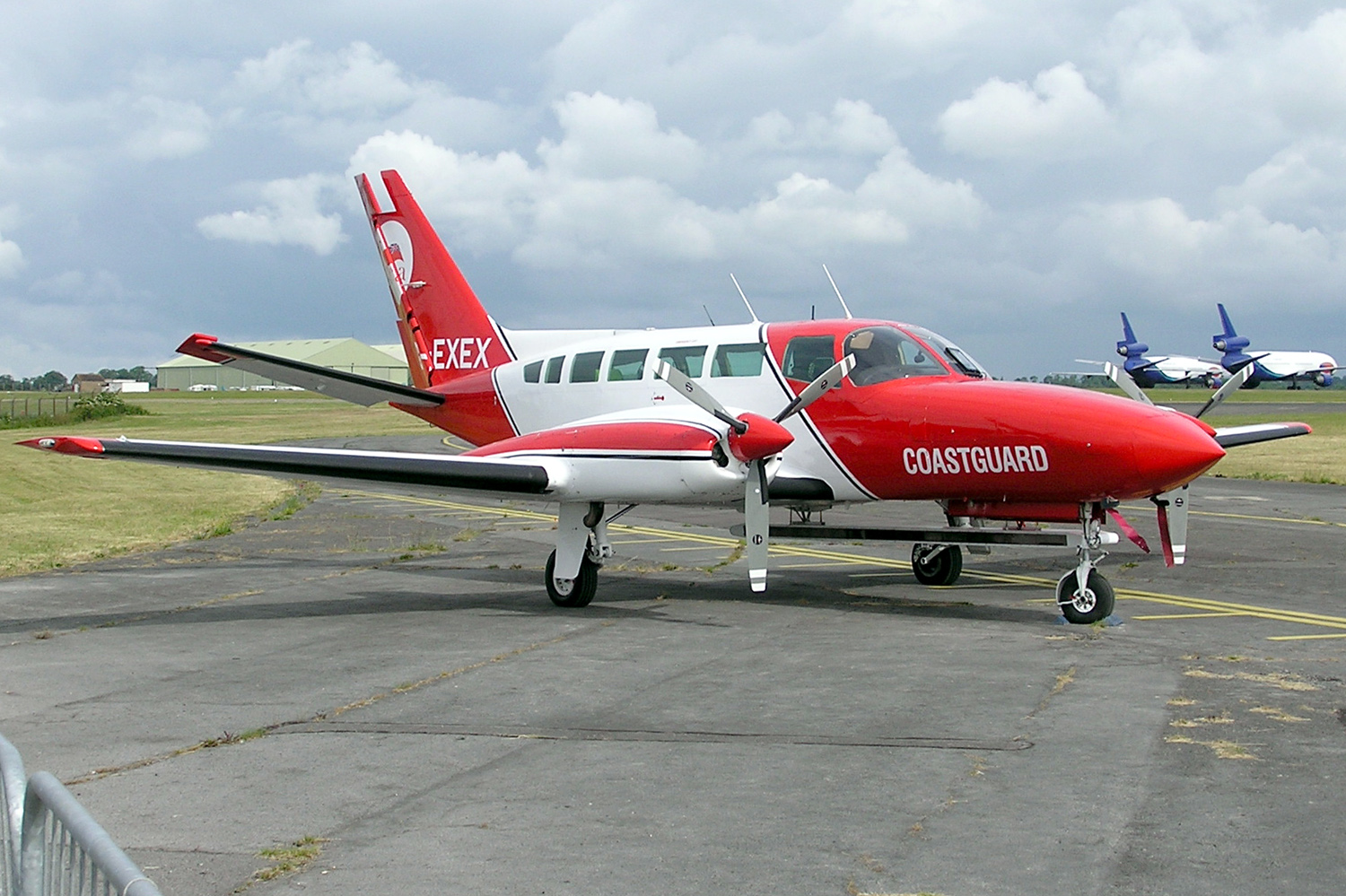
Cessna 404 Titan

- model AW, model BW, model CW-6 (1929), model DC-6
- model T-50 (1939), C-120, C-140, (1950)
- modely C-150 a C-152 (1977)
- modely C-170, C-172 Skyhawk, C-175 Skylark, C-182 Skylane
- C-177 Cardinal (1970), C-180 Skywagon (1966), C-188 AG Wagon 300 (Agro)

### Turbovrtulové
- Turbo T-310 (1954)
- C-340A (první Cessna pro lety IFR, 1975)
- Cessna C-425 Corsair (1986; 1978 prototyp, od roku 1980 začíná výroba)
- Cessna 208 Caravan (1980)

### Proudové
- Cessna A-37 Dragonfly, původně cvičný Cessna T-37 k výcviku pilotů USAF (od roku 1959)
- Cessna Citation
  - Cessna 500 Citation (1969)
  - Cessna 525 Citation Jet (1989 prototyp, první dodávky v roce 1993)

## Guinnessovy rekordy letounů Cessna
- C-172 Haccinda (1958, Nevada, USA) – „Nejdelší vytrvalostní let lehkým letounem“ v délce 64 dnů, 22 hodin, 19 minut a 5 sekund. Pilot: Robert Timm a John Cook. Nalétali vzdálenost odpovídající šestinásobnému obletu zeměkoule. Palivo a potraviny odebírali lanem a hákem z jedoucího nákladního automobilu.

- C-180 Spirit of Columbus (1964, Ohio, USA) – Američanka Jerrie Nocková jako „první žena, která sólově obletěla zeměkouli“. Let trval 29 dnů, s několika mezipřistáními.

- Cessna Sky plane (1972, USA) – „Nejdelší vzdálenost prolétnutá při sérii 50 seskoků padákem“ – vzdálenost byla 19 611 km – pilot Charles E. Merrit; parašutistou, který absolvoval seskok v každém z 50 států USA v této rekordní akci je Kevin Seaman.

- Dvojnásobný rekord – Cessna Turbo Centurion (1980, Anglie-Austrálie) – „Ženský rekord při sólovém přeletu z Anglie do Austrálie“ a „ženský vytrvalostní rekord v obletu zeměkoule“ – Američanka Juditha Chrisholnová; čas 1. rekordu 3 dny a 13 hodin. Čas 2. rekordu: 5 dní, 22 minut a 30 sekund.